# Hostěnice
Hostěnice jsou obec v okrese Brno-venkov v Jihomoravském kraji. Leží asi 18 kilometrů severovýchodně od Brna. Součástí obce je kromě samotných Hostěnic také osada Lhotky. Žije zde 847 obyvatel. Hostěnice se rozkládají v Drahanské vrchovině, na okraji CHKO Moravský kras.
Obec spadá pod římskokatolickou farnost Pozořice.

## Informace o obci
Obec se rozkládá na ploše velké 2 000 hektarů, přičemž zhruba 1 732 hektarů zabírá les. Hostěnice jsou významná chatařská oblast. V několika chatařských koloniích se na jejím katastru nachází 184 chat. Vesnice má vlastní školku, hasiče i obchod, ale škola a hřbitov se na území obce nenachází. Proto zdejší děti dojíždějí do škol v blízkých vesnicích Pozořicích a Mokré-Horákově, kde rovněž leží i hřbitovy.

## Název
V nejstarších písemných dokladech ze 14. století nesla vesnice jméno Hostěnička či Hostinička, což byla zdrobnělina obecného hostinicě - "hostinec". Pro proměnu původního tvaru v pozdější Hostěnice (v množném čísle) doložené od 17. století scházejí písemné doklady.

### Pověsti
O původu názvu obce jsou známy dvě pověsti. První vypráví příběh asi desetičlenné rodiny, která se přistěhovala na místo dnešní obce. Živili se prodejem ryb, které prodávali v okolních obcích. Právě prodej ryb je velmi proslavil, že za nimi jezdila vrchnost z Brna a Vídně. Byli zde pořádány vznešené rybí hostiny. Odtud vychází název pro obec.
Druhá verze pověsti vypráví o čtyřech velkých rybnících v katastru obce, které zde nechalo zbudovat pozořické panstvo. I této verzi pověsti se vypráví o velkých hostinách s množstvím návštěvníků. Později byly z neznámých důvodů rybníky vypuštěny a tradice hostin tak byla ukončena. Od toho bylo odvozeno jméno obce – hosté – nic – Hostěnice.

## Historie
První písemná zmínka o obci pochází z roku 1371 (Hostyeniczka). V roce 2006 byl zvolen starostou Václav Čapka. Od roku 2010 vykonává tuto funkci Eva Karásková.

## Obyvatelstvo
| 1869 | 1880 | 1890 | 1900 | 1910 | 1921 | 1930 | 1950 | 1961 | 1970 | 1980 | 1991 | 2001 | 2011 | 2021 |
| ---- | ---- | ---- | ---- | ---- | ---- | ---- | ---- | ---- | ---- | ---- | ---- | ---- | ---- | ---- |
| 435  | 510  | 534  | 560  | 657  | 596  | 598  | 539  | 590  | 534  | 510  | 457  | 450  | 644  | 841  |

## Pamětihodnosti
- Kaple svaté Anny
- Zvonice
- Pomník obětem první a druhé světové války
- Pomník osvobození

## Galerie

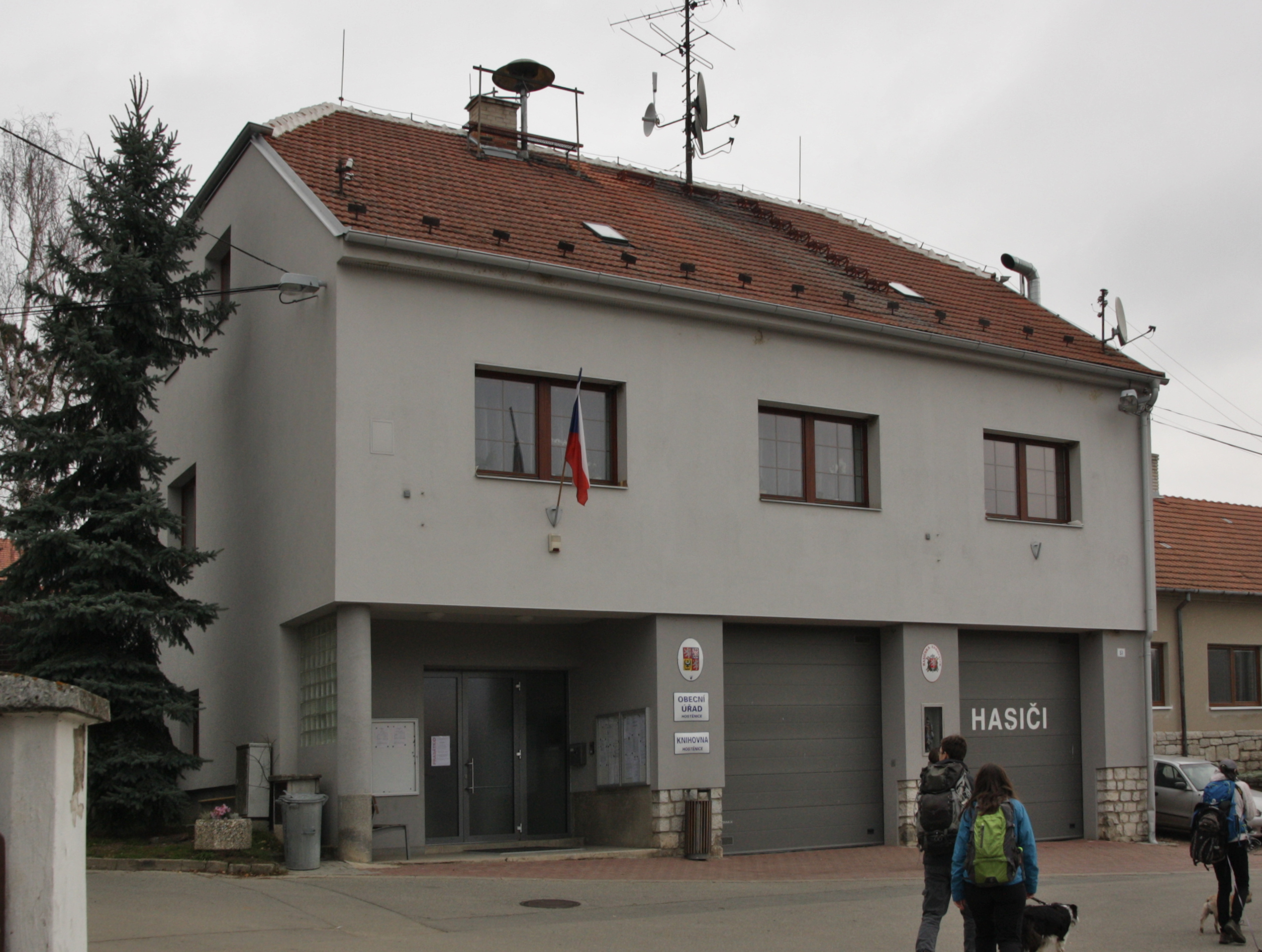
Obecní úřad
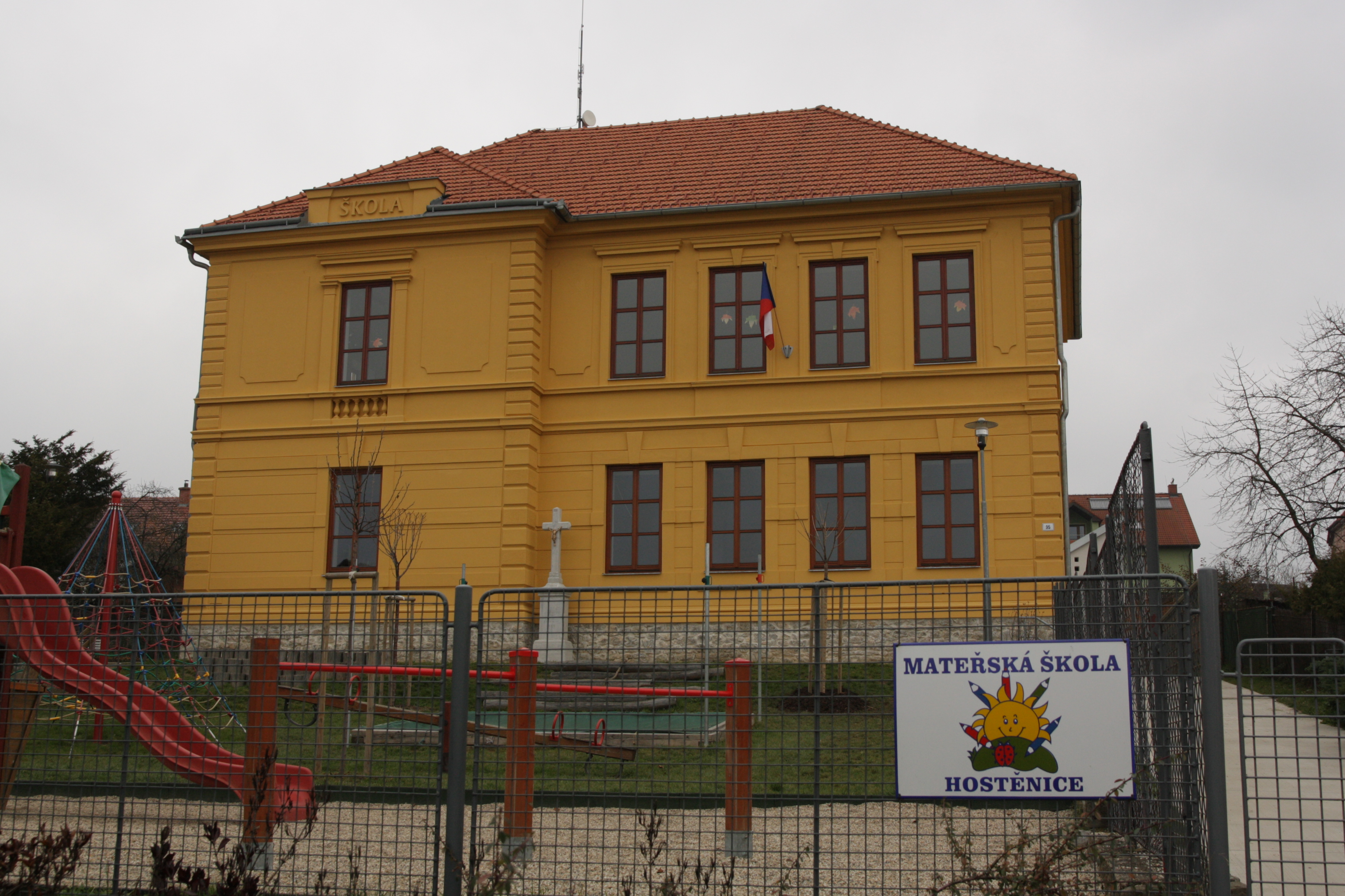
Mateřská škola
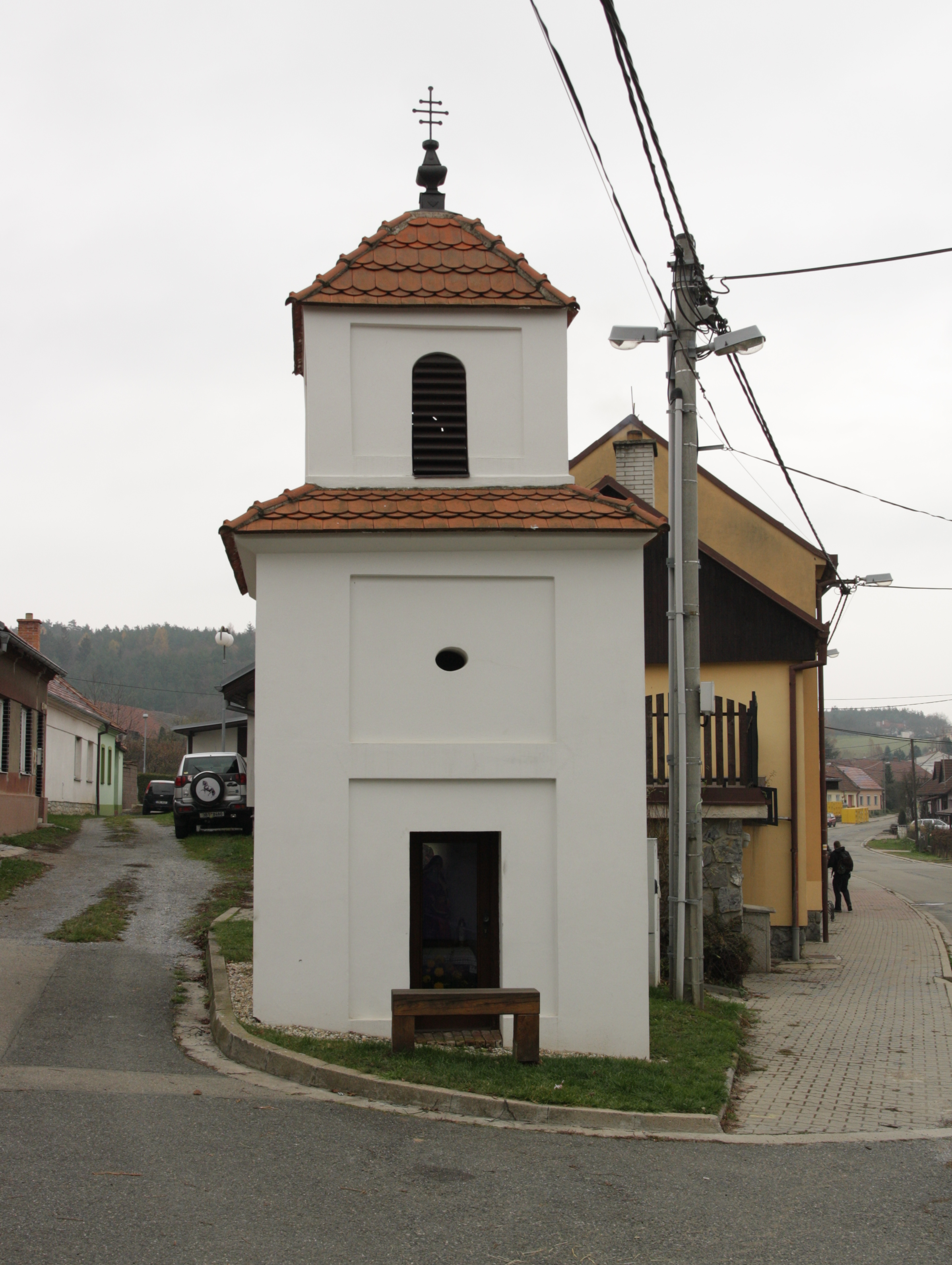
Zvonice
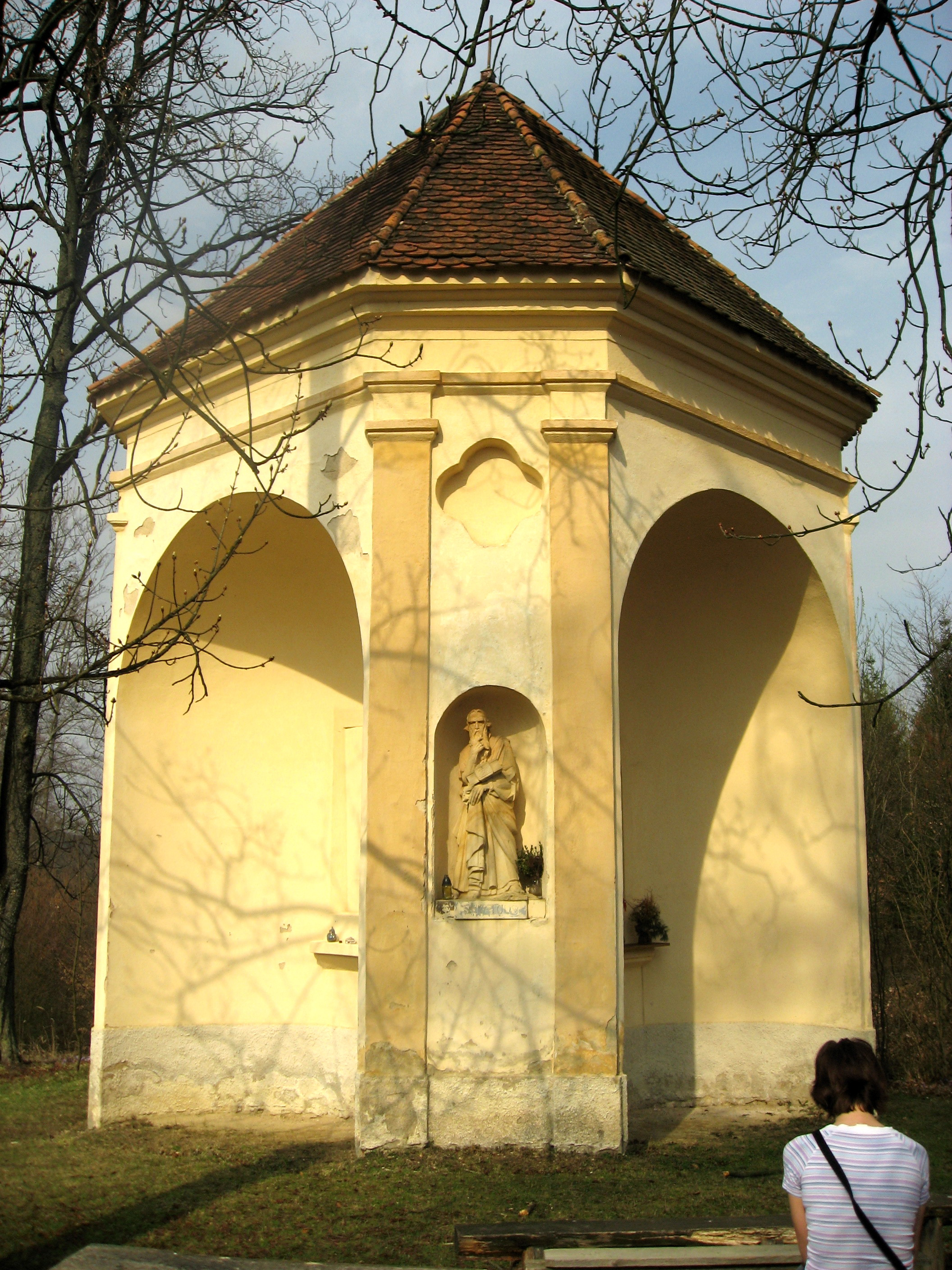
Kaple sv. Anny
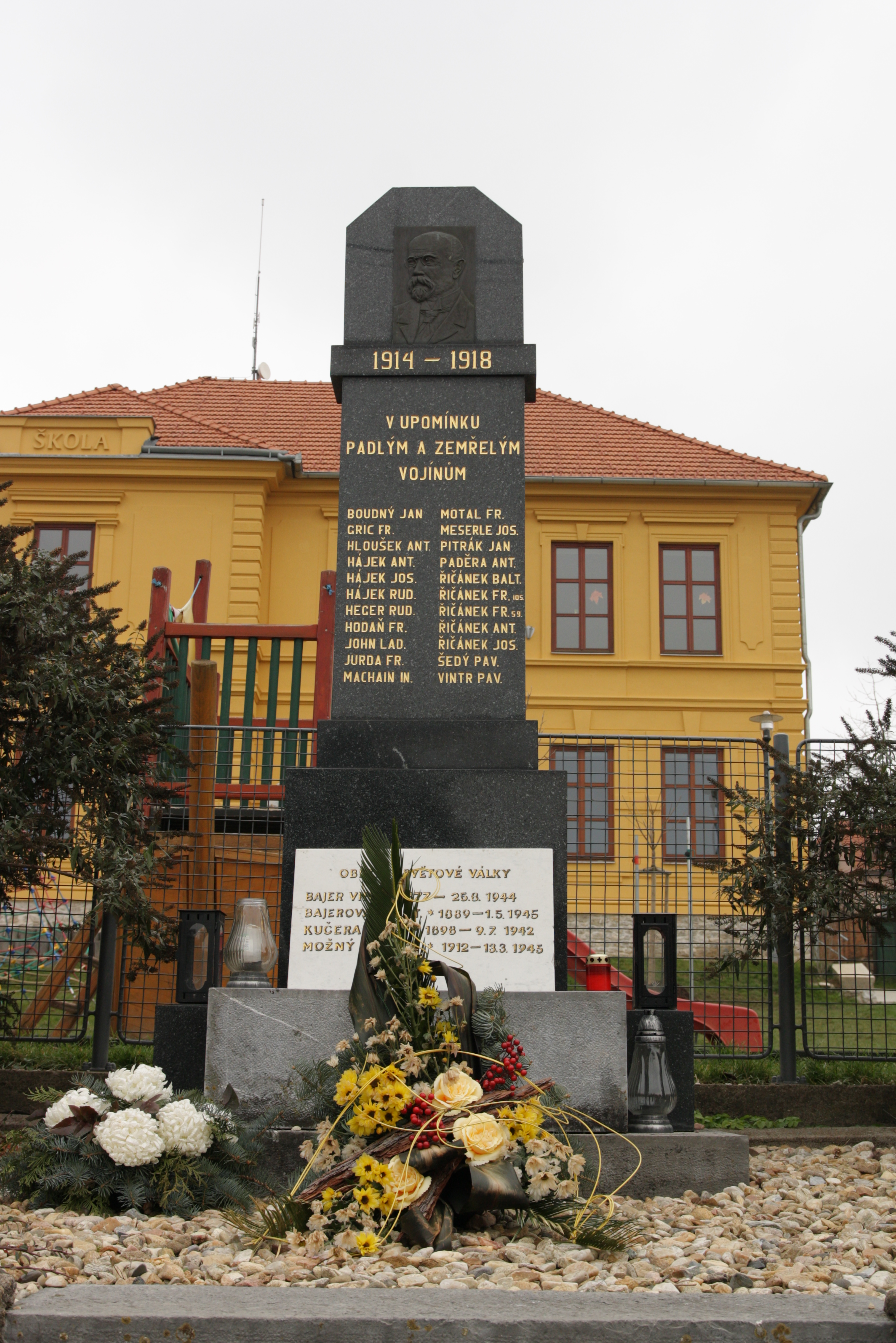
Pomník padlým
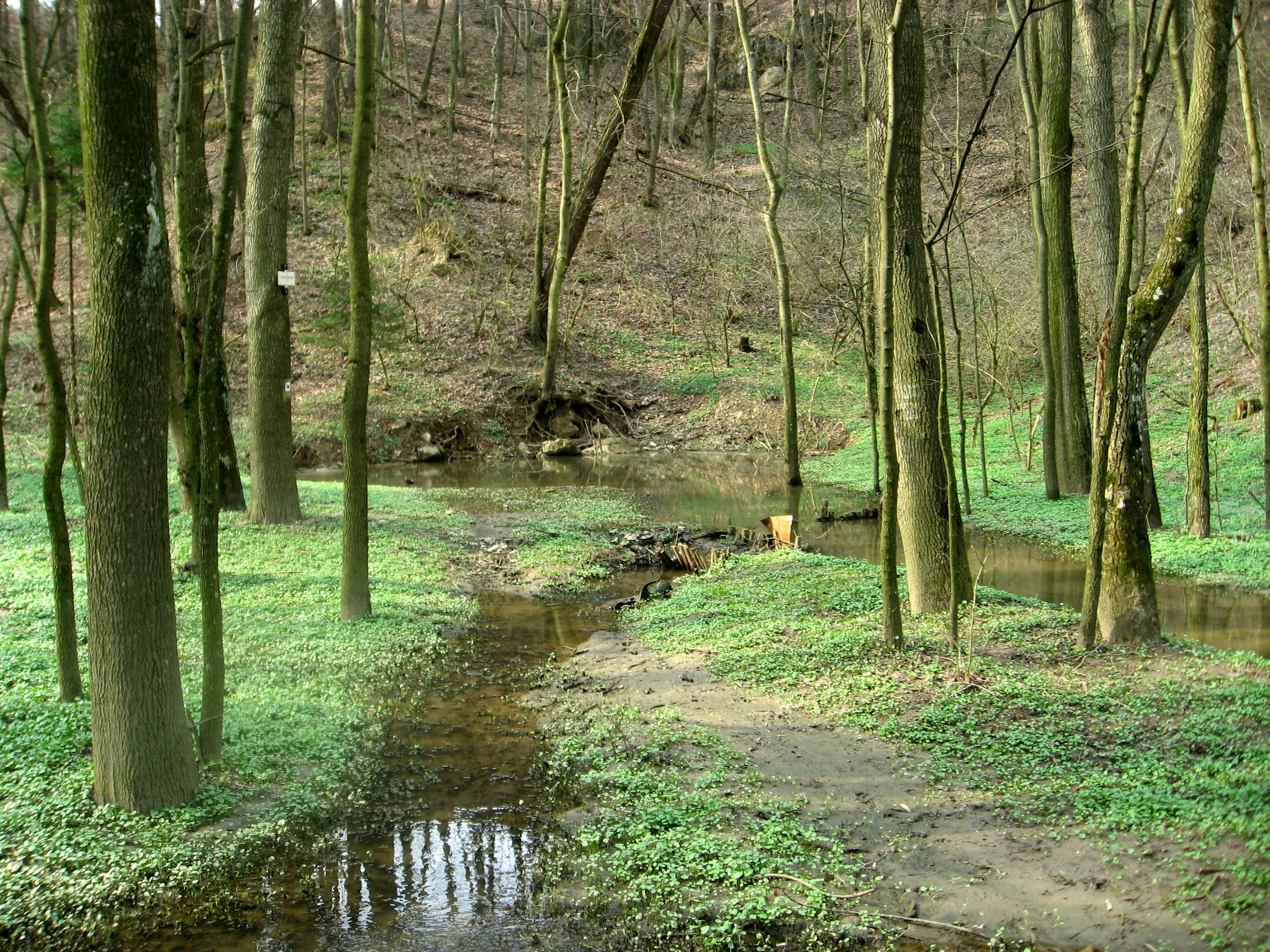
Hostěnické propadání